# Cullaun Stones
Die Cullaun Stones (irisch Collán) sind Menhire; (irisch Gallán) und -gruppen; (englisch Standing Stone groups), die, abgesehen von einem Steinkreis bei Cullaun (irisch Collán), ähnlich wie die benachbarten Timoney Stones keinem erkennbaren Muster folgen. Sie liegen bei Templemore im County Tipperary in Irland. Ihre Verbreitung reicht bis in die Nähe der nördlicher gelegenen Timoney Stones, mit denen sie vielleicht einen Komplex bildeten. 
Wie die Timoney Stones liegt diese Ansammlung von 28 Menhiren über viele Felder bzw. Weiden verteilt. Lediglich ein Steinkreis mit sechs von ursprünglich 13 Steinen stellt eine bekannte Struktur dar. Eine Besonderheit im Zentrum des Kreises bilden die Reste eines allerdings vermutlich jüngeren Duns. Einige Steine können Teil eines größeren Kreises mit vielen abgängigen Steinen sein. Zwei größere Steine können (wie beim Steinkreis von Grange am Lough Gur) den Zugang gebildet haben.